# Calyptranthes myrcioides
Calyptranthes myrcioides är en myrtenväxtart som beskrevs av Ignatz Urban och Erik Leonard Ekman. Calyptranthes myrcioides ingår i släktet Calyptranthes och familjen myrtenväxter. Inga underarter finns listade i Catalogue of Life.